# 칼라문 공세 (2017년)
칼라문 공세 (2017년 7월-8월)는 헤즈볼라와 시리아군, 그리고 이후에 레바논군이 참여한 군사 작전으로, 시리아-레바논 국경에서 활동하는 레반트 자유인민위원회와 ISIL을 상대로 한 전투이다. 레바논군은 시리아 및 헤즈볼라와의 협력에 대해 부인하고 있다. 이 작전은 연합군의 승리로 끝났으며, 레바논군은 시리아 내전이 발발한 지 6년 만에 완전히 국경 지역을 수복하게 되었다.

## 공세

### 1차 전역: 레반트 자유인민위원회 축출
레바논 무장단체인 헤즈볼라와 레바논군, 시리아군은 2017년 7월 21일 시리아-레바논 국경 지역에서 활동하는 레반트 자유인민위원회와 ISIL 잔존세력을 격멸하기 위해 군사 작전을 개시했다. 공세 동안 레바논군은 아살의 방어거점을 점령했다. 다음 날, 헤즈볼라는 국경 인근의 주요 거점을 연속적으로 점령했으며 여기에는 레반트 자유인민위원회의 옛 기지인 다하르 후와 감제고지가 포함되어 있었다. 7월 23일, 시리아군은 시리아 쪽 국경 지역 36평방킬로미터를 점령했다.
7월 27일, 레반트 인민연대, 레반트 자유인민위원회와 헤즈볼라는 3일 간의 정전협정을 서부 칼라문 산맥에서 체결했다. 협정은 레바논에서 이들리브 주까지 레반트 자유인민위원회가 철수하는 것이 포함되어 있었으며, 레반트 인민연대는 동부 칼라문 산맥으로 철수해야 했다. 동부 칼라문 산맥은 반군이 일부 통제권을 장악하고 있던 지역이었다. 협정은 양측 전쟁포로를 교환하는 것도 내용에 담겨 있었다. 같은 날, 헤즈볼라는 ISIL이 점령하고 있는 포위망에 대해서 군사 작전이 있을 것이라고 선언했다..

### 2차 전역: ISIL 축출
8월 4일, 헤즈볼라 사령관 하산 나스랄라는 시리아 아랍군과 헤즈볼라가 시리아-레바논 국경 지대의 ISIL 포위망 탈환에 참여하겠다고 선언했다. 이 작전은 2013년 ISIL이 지역을 점령한 이후로 처음 개시되는 것이었다. 레바논군은 공세 기간 동안 시리아군과 협력하지 않겠다고 선언했다. 이틀 후, 레바논군은 샤베브 협곡 근처의 ISIL 거점에 공격을 개시했다. 혈전 끝에 레바논군은 지역을 점령하고 라스 바알바크 지역의 부알리와 달렐 아크라 고지를 향해 진격을 개시했다. 두 고지는 마침내 포위되었다. 레바논군의 추가적인 진격이 자루드 아살과 라스 발바크의 교외 지역에서 보고되었고, 이들은 기계화부대를 동원한 것이었다.
8월 19일 아침. 레바논군은 칼라문 산맥의 레바논 지역에서 ISIL에 대해 공세를 갱신했고, 시리아군과 헤즈볼라는 시리아 지역의 국경지역에서 공세를 개시했다. 그 날 늦게 시리아군의 공화국 보위대와 헤즈볼라는 부카데이르와 마수드 계곡, 샤아바트 스루르, 부카델리 거점, 샤루프 거점, 카브르 아살리, 키르바트 아일라트와 같은 레바논과의 국경지역에 있는 거점들을 점령했다. 8월 24일, 라스 샤후트 국경 초소가 ISIL 전투원들에게 점령되었다.
8월 25일, 약 100명의 ISIL 전투원이 서부 칼라문 산맥의 시리아 지역에서 헤즈볼라에게 항복했다. 같은 날, ISIL은 국경 지역 중 40km 만을 확보한 상황이었다. 8월 27일, 레바논군은 2014년 8월 아살 전투에서 ISIL에게 포로로 붙잡힌 레바논군에 대해 협상하기 위해 정전을 발표했다. 8월 27일, 칼라문 서부의 ISIL 잔존세력이 레바논, 헤즈볼라, 시리아군이 위치한 국경 지역에서 레바논군과 정전협정을 체결하는데 합의했다. 다음 날 ISIL은 역내 본부를 소각하고 부카말로 이동할 준비를 했다. 이는 ISIL 전투원들이 치열한 전투를 하는 대신 적과의 항복 협상에 동의한 첫 사례였다.